# Уиттер, Джуниор
Джуниор Уиттер (англ. Junior Witter; 10 марта 1974, Брадфорд, Йоркшир, Англия) — британский боксёр-профессионал, выступающий в 1-й полусредней весовой категории. Чемпион мира в 1-й полусредней (версия WBC, 2006—2008) весовой категорияи.

## 1997—2000
Дебютировал в январе 1997 года. В начале карьеры Уиттер не обладал сильным ударом.

## 2000-06-24Заб Джуда —Джуниор Уиттер
- Место проведения:  Глазго, Шотландия, Великобритания
- Результат: Победа Джуды единогласным решением в 12-раундовом бою
- Статус: Чемпионский бой за титул IBF в 1-м полусреднем весе (1-я защита Джуды)
- Рефери: Рой Фрэнсис
- Счёт судей: Джордж Колон (116-112), Джон Койл (118-111), Викторио Урзо (118-110) - все в пользу Джуды
- Вес: Джуда 63,40 кг; Уиттер 63,20 кг
- Трансляция: Showtime

В июне 2000 года Джуниор Уиттер в Англии вышел на бой против непобеждённого чемпиона мира в 1-м полусреднем весе по версии IBF Заба Джуды. Уиттер кривлялся и уклонялся от боя на протяжении всех 12-ти раундов. Джуда изредка его доставал ударами. По окончании боя заслуженную победу присудили Джуде.

## 2000—2007
После поражения Уиттер превратился в нокаутёра.
В сентябре 2006 года Уиттер в бою за вакантный титул чемпиона мира по версии WBC победил по очкам Демаркуса Корли.
В январе 2007 года он в 9-м раунде нокаутировал Артуро Моруа.
В сентябре 2007 года Уиттер в 7-м раунде нокаутировал Вивиана Харриса.

## 2008-05-10Джуниор Уиттер —Тимоти Брэдли
- Место проведения:  Ноттингем Арена, Ноттингем, Ноттингемшир, Великобритания
- Результат: Победа Брэдли раздельным решением в 12-раундовом бою
- Статус: Чемпионский бой за титул WBC в 1-м полусреднем весе (3-я защита Джуды)
- Рефери: Массимо Барровеккио
- Счёт судей: Франко Чиминале (115-112 Уиттер), Омар Минтон (113-114 Брэдли), Дэниел Фон Де Вил (113-115)
- Вес: Уиттер 63,20 кг; Брэдли 63,20 кг
- Трансляция: Showtime ShoBox

В мае 2008 года Джуниор Уиттер встретился с непобеждённым американцем Тимоти Брэдли. В конце 6-го раунда Брэдли провёл точный правый хук в голову чемпиона. Уиттер рухнул на канвас. Он поднялся на счёт 6. Брэдли попытался его добивать, но британец смог отбегаться. По итогам 12-ти раундов судьи раздельным решением отдали победу Тимоти Брэдли.